# غرانت مونرو
غرانت مونرو (بالإنجليزية: Grant Munro)‏ (15 سبتمبر 1980 بإنفرنيس في المملكة المتحدة - ) هو لاعب كرة قدم بريطاني في مركز الدفاع. لعب مع نادي إنفرنيس ونادي روس كاونتي وإلغين سيتي ‏ وBrora Rangers F.C. ‏.

## وصلات خارجية
- غرانت مونرو على موقع قاعدة بيانات كرة القدم.إي يو (الإنجليزية)
- غرانت مونرو على موقع Soccerbase.com (لاعب) (الإنجليزية)